# Premio del National Board of Review 1941
Los 13° Premios del National Board of Review fueron anunciados en 1941.

## 10 mejores películas
- Citizen Kane (Ciudadano Kane)
- Dumbo
- Here Comes Mr. Jordan (El difunto protesta)
- High Sierra (Su último refugio / El último refugio)
- How Green Was My Valley (¡Qué verde era mi valle!)
- The Lady Eve (Las tres noches de Eva)
- The Little Foxes (La loba)
- The Road to Zanzibar (Camino a Zanzibar)
- The Stars Look Down (La avalancha / Las estrellas miran hacia abajo)
- Tom, Dick, and Harry (Sus tres amores / Tom, Dick y Harry)

## Mejores documentales
- The Forgotten Village
- Ku Kan: The Battle Cry of China
- The Land
- Target for Tonight (Bombardeo para esta noche)

## Ganadores
Mejor película
- Citizen Kane (Ciudadano Kane)

Mejor película extranjera
- Pépé le Moko - Francia

Mejor Actuación
- Sara Allgood como la señora Morgan - How Green Was My Valley (¡Qué verde era mi valle!)
- Mary Astor como Sandra Kovak en La gran mentira (The Great Lie) y como Brigid O'Shaughnessy en El halcón maltés (The Maltese Falcon)
- Ingrid Bergman como Stella Bergen - Rage in Heaven (Alma en la sombra)
- Humphrey Bogart como Roy Earle en High Sierra (Su último refugio / El último refugio) y como Samuel Spade en The Maltese Falcon (El halcón maltés)
- Patricia Collinge como Birdie Hubabrd - The Little Foxes (La loba)
- Gary Cooper como Alvin C. York - Sergeant York (El sargento York)
- George Coulouris - Citizen Kane (Ciudadano Kane)
- Donald Crisp como el señor Morgan - How Green Was My Valley (¡Qué verde era mi valle!)
- Bing Crosby como Chuck Reardon en Road to Zanzibar (Camino a Zanzibar) y como Jeff Lambert en Birth of the Blues (Sabroso y picante)
- Bette Davis como Regina Giddens - The Little Foxes (La loba)
- Isobel Elsom como Leonnora Fiske - Ladies in Retirement (Damas retiradas / El misterio de Fiske Manor)
- Joan Fontaine como Lina MClaidlaw Aysgarth - Suspicion (La sospechosa)
- Greta Garbo como Karin Blake - Two-Faced Woman (Otra vez mío / La mujer de dos caras)
- James Gleason como Connell en Meet John Doe (El mandamiento supremo / Juan Nadie) y como Max Corkle en Here Comes Mr. Jordan (El difunto protesta)
- Walter Huston como el sr. Scratch - The Devil and Daniel Webster (Un pacto con el diablo / El hombre que vendió su alma)
- Ida Lupino como Marie en  High Sierra (Su último refugio / El último refugio) y como Ellen Creed en Ladies in Retirement (Damas retiradas / El misterio de Fiske Manor)
- Roddy McDowall como Huw - How Green Was My Valley (¡Qué verde era mi valle!)
- Robert Montgomery como Joe Pendleton en Here Comes Mr. Jordan (El difunto protesta) y como Philip Monrell en Rage in Heaven (Alma en la sombra)
- Ginger Rogers como Kitty Foyle en Kitty Foyle (Espejismo de amor) y como Janie en Tom, Dick and Harry (Sus tres amore / Tom, Dick y Harry)
- James Stephenson como Howard Joyce en The Letter (La carta / La carta trágica) y como el Dr. Paul Venner en  Shining Victory (El alma no muere)
- Orson Welles - Citizen Kane (Ciudadano Kane)